# En kärleks sommar
En kärleks sommar är en svensk film från 1979 i regi av Mats Arehn. Den är baserad på en roman av Ivan Klíma.

## Handling
David Jernberg är åldringsforskare och lever med fru och två barn. På en begravning träffar han den unga Eva och blir förälskad. De inleder ett förhållande. David dras till hennes spontanitet och sätt att leva men Eva är mycket vilsen i livet och vet inte riktigt vad hon vill.
Davids fru anar snart oråd och dessutom måste han bestämma sig om han ska ta jobbet som forskare i London, vilket innebär att han måste flytta från Sverige. Han bestämmer sig dock för att stanna hos Eva vilket får oanade följder.

## Rollista (i urval)
- Gösta Ekman - David Jernberg
- Maria Andersson - Eva
- Anita Ekström - Ingrid Jernberg, Davids fru
- Sanna Hultman - Ann, David och Ingrids dotter
- Linda Megner - Lena, David och Ingrids dotter
- Lauritz Falk - Davids far
- Kjell Bergqvist - Rikard
- Stig Ossian Ericson - Wirén
- Tomas Norström - Laboratorieassistent
- Åsa-Lena Hjelm - expedit
- Sylvia Lindenstrand - Davids mor
- Jan Waldekranz - gitarrist
- Karin Miller - sekreterare
- Peter Hüttner - skådespelare
- Tom Younger - Mr Greenstreet
- Kirsten Walther - Mrs Greenstreet
- Agne Norén	- präst
- Henri Hanus - David som barn
- Jan Jaegestedt - Vincent
- Ingvar Petrow - sångare
- Kim Berg - barnsköterska

## Om filmen
Filmen fick positiva recensioner av filmkritiker. Bland annat fick Gösta Ekman beröm som huvudrollen David.
Filmen gavs ut på DVD 2017. 

### Fotnoter
1. ↑  Internet Movie Database, IMDb-ID: tt0079423co0047972.[källa från Wikidata]
2. 1 2 3 4  ”En kärleks sommar”. Svensk Filmdatabas. http://sfi.se/sv/svensk-filmdatabas/Item/?itemid=5032&type=MOVIE&iv=Basic. Läst 7 augusti 2012.
3. ↑  ”Göstas rariteter (6-disc) (DVD)”. Studio S Entertainment. https://www.studiosentertainment.se/gostas-rariteter/. Läst 11 juni 2025.